# 신한반도평화체제당
신한반도평화체제당(新韓半島平和體制黨)은 2021년에 창당되어 2023년에 해체된 대한민국의 민족주의 성향의 정당이다.
기존 한민족사명당이 직능자영업당으로 변경된 뒤 한민족사명당 시절 지도부가 이탈하여 독자적으로 정당을 창당하였다. 창당 당시 명칭은 가가례도인연합(家家禮道人聯合)이었으나, 2022년 1월 28일자로 현재의 당명으로 변경하였다.
이후 2023년 9월 14일자로 충청의미래당과 통합하였다.

## 선거 결과

### 지방선거
|  | 0% |

|  | 0% |

|  | 0% |

|  | 0% |